# قسم مفتح الريفي (مقاطعة فامنين)
قسم مفتح الريفي (بالفارسية: دهستان مفتح) هي منطقة ريفية تقع في قسم في إيران. يقدر عدد سكانها بـ 8,145 نسمة .